# Olympische Winterspiele 2022/Teilnehmer (Finnland)
| Gelbes Symbol für Goldmedaillen mit stilisierten Olympischen Ringen | Graues Symbol für Silbermedaillen mit stilisierten Olympischen Ringen | Braundes Symbol für Bronzemedaillen mit stilisierten Olympischen Ringen |
| ------------------------------------------------------------------- | --------------------------------------------------------------------- | ----------------------------------------------------------------------- |
| 2                                                                   | 2                                                                     | 4                                                                       |

Finnland nahm an den Olympischen Winterspielen 2022 in Peking mit 95 Athleten, davon 51 Männer und 44 Frauen, in neun Sportarten teil. Es war die 24. Teilnahme an Olympischen Winterspielen.

## Medaillen

### Medaillenspiegel
| Rang   | Sportart    | Gold | Silber | Bronze | Gesamt |
| ------ | ----------- | ---- | ------ | ------ | ------ |
| 1      | Skilanglauf | 1    | 2      | 3      | 6      |
| 2      | Eishockey   | 1    | –      | 1      | 2      |
| Gesamt | Gesamt      | 2    | 2      | 4      | 8      |

### Medaillengewinner
| Name/n                                 | Sportart    | Wettkampf       |
| -------------------------------------- | ----------- | --------------- |
| Gold                                   |             |                 |
| Iivo Niskanen                          | Skilanglauf | 15 Kilometer    |
| Eishockeynationalmannschaft            | Eishockey   | Männer          |
| Silber                                 |             |                 |
| Kerttu Niskanen                        | Skilanglauf | 10 Kilometer    |
| Iivo Niskanen Joni Mäki                | Skilanglauf | Team-Sprint     |
| Bronze                                 |             |                 |
| Iivo Niskanen                          | Skilanglauf | 30 km Skiathlon |
| Krista Pärmäkoski                      | Skilanglauf | 10 Kilometer    |
| Eishockeynationalmannschaft der Frauen | Eishockey   | Frauen          |
| Kerttu Niskanen                        | Skilanglauf | 30 Kilometer    |

## Teilnehmer nach Sportarten

### Biathlon
| Athleten                                                    | Wettbewerbe        | Zeit        | Fehler          | Rang |
| ----------------------------------------------------------- | ------------------ | ----------- | --------------- | ---- |
| Frauen                                                      |                    |             |                 |      |
| Mari Eder                                                   | 7,5 km Sprint      | 22:39,8 min | 2 (0+2)         | 28   |
| Mari Eder                                                   | 10 km Verfolgung   | 39:15,6 min | 4 (0+1+1+2)     | 30   |
| Mari Eder                                                   | 15 km Einzel       | 48:42,9 min | 3 (1+0+1+1)     | 32   |
| Erika Jänkä                                                 | 7,5 km Sprint      | 24:20,9 min | 0 (0+0)         | 73   |
| Nastassia Kinnunen                                          | 7,5 km Sprint      | 24:30,0 min | 3 (1+2)         | 75   |
| Nastassia Kinnunen                                          | 15 km Einzel       | 50:13,5 min | 4 (0+1+2+1)     | 51   |
| Suvi Minkkinen                                              | 7,5 km Sprint      | 23:21,7 min | 1 (0+1)         | 51   |
| Suvi Minkkinen                                              | 10 km Verfolgung   | 40:38,0 min | 0 (0+0+0+0)     | 43   |
| Suvi Minkkinen                                              | 15 km Einzel       | DNS         | DNS             | DNS  |
| Mari Eder Erika Jänkä Nastassia Kinnunen Suvi Minkkinen     | 4 × 6-km-Staffel   | LAP         | LAP             | 16   |
| Männer                                                      |                    |             |                 |      |
| Tuomas Harjula                                              | 10 km Sprint       | 28:21,2 min | 2 (0+2)         | 92   |
| Tuomas Harjula                                              | 20 km Einzel       | 58:14,9 min | 4 (1+2+1+0)     | 81   |
| Olli Hiidensalo                                             | 10 km Sprint       | 26:15,5 min | 3 (1+2)         | 38   |
| Olli Hiidensalo                                             | 12,5 km Verfolgung | 47:04,9 min | 8 (5+0+1+2)     | 52   |
| Olli Hiidensalo                                             | 20 km Einzel       | 56:45,6 min | 5 (0+2+0+3)     | 74   |
| Heikki Laitinen                                             | 10 km Sprint       | 26:41,1 min | 2 (1+1)         | 54   |
| Heikki Laitinen                                             | 12,5 km Verfolgung | 46:47,2 min | 6 (1+1+1+3)     | 49   |
| Heikki Laitinen                                             | 20 km Einzel       | 55:52,8 min | 5 (0+2+1+2)     | 66   |
| Tero Seppälä                                                | 10 km Sprint       | 25:47,5 min | 3 (1+2)         | 25   |
| Tero Seppälä                                                | 12,5 km Verfolgung | 43:30,2 min | 7 (1+1+2+3)     | 21   |
| Tero Seppälä                                                | 15 km Massenstart  | 40:47,1 min | 5 (1+0+2+2)     | 9    |
| Tero Seppälä                                                | 20 km Einzel       | 52:14,3 min | 2 (0+2+0+0)     | 23   |
| Tuomas Harjula Olli Hiidensalo Heikki Laitinen Tero Seppälä | 4 × 7,5-km-Staffel | 1:26:57,7 h | 4+14 (0+3 4+11) | 17   |
| Mixed                                                       |                    |             |                 |      |
| Suvi Minkkinen Mari Eder Tero Seppälä Olli Hiidensalo       | 4 × 6-km-Staffel   | 1:10:06,7 h | 1+12 (1+6 0+6)  | 11   |

### Eishockey
| Wettbewerb       | Frauen | Männer |
| ---------------- | --- | --- |
| Athleten         | Sanni Hakala Jenni Hiirikoski Elisa Holopainen Sini Karjalainen Michelle Karvinen Anni Keisala Nelli Laitinen Julia Liikala Eveliina Mäkinen Petra Nieminen Tanja Niskanen Jenniina Nylund Meeri Räisänen Sanni Rantala Ronja Savolainen Sofianna Sundelin Susanna Tapani Noora Tulus Minnamari Tuominen Viivi Vainikka Sanni Vanhanen Emilia Vesa Ella Viitasuo | Miro Aaltonen Marko Anttila Hannes Björninen Valtteri Filppula Niklas Friman Markus Granlund Teemu Hartikainen Juuso Hietanen Valtteri Kemiläinen Leo Komarov Mikko Lehtonen Petteri Lindbohm Sakari Manninen Saku Mäenalanen Joonas Nättinen Atte Ohtamaa Niko Ojamäki Juho Olkinuora Iiro Pakarinen Harri Pesonen Ville Pokka Toni Rajala Harri Säteri Frans Tuohimaa Sami Vatanen |
| Trainer          | Pasi Mustonen | Jukka Jalonen |
| Gruppenphase     | Vereinigte Staaten 2:5 (0:2, 0:2, 2:1) Kanada 1:11 (1:2, 0:5, 0:4) Schweiz 2:3 (0:1, 1:1, 1:1) ROC 5:0 (2:0, 3:0, 0:0) | Slowakei 6:2 (3:1, 1:1, 2:0) Lettland 3:1 (0:0, 1:0, 2:1) Schweden 4:3 n. V. (0:0, 0:3, 3:0, 1:0) |
| Viertelfinale    | Japan 7:1 (2:1, 2:0, 3:0) | Schweiz 5:1 (2:0, 1:1, 2:0) |
| Halbfinale       | Vereinigte Staaten 1:4 (0:0, 0:2, 1:2) | Slowakei 2:0 (1:0, 0:0, 1:0) |
| Spiel um Platz 3 | Schweiz 4:0 (1:0, 0:0, 3:0) | – |
| Finale           | – | ROC 2:1 (0:1, 1:0, 1:0) |
| Rang             | Bronze | Gold |

### Eiskunstlauf
| Athleten                          | Wettbewerbe | Kurzprogramm/ Rhythmustanz | Kurzprogramm/ Rhythmustanz | Kür    | Kür  | Gesamt | Gesamt |
| Athleten                          | Wettbewerbe | Punkte                     | Rang                       | Punkte | Rang | Punkte | Rang   |
| --------------------------------- | ----------- | -------------------------- | -------------------------- | ------ | ---- | ------ | ------ |
| Frauen                            |             |                            |                            |        |      |        |        |
| Jenni Saarinen                    | Einzel      | 56,97                      | 25                         | 96,07  | 25   | 153,04 | 25     |
| Mixed                             |             |                            |                            |        |      |        |        |
| Juulia Turkkila Matthias Versluis | Eistanz     | 68,23                      | 16                         | 105,65 | 15   | 173,88 | 15     |

### Freestyle-Skiing
| Athleten     | Wettbewerbe | Qualifikation | Qualifikation | Finale        | Finale        | Rang |
| Athleten     | Wettbewerbe | Punkte        | Rang          | Punkte        | Rang          | Rang |
| ------------ | ----------- | ------------- | ------------- | ------------- | ------------- | ---- |
| Frauen       |             |               |               |               |               |      |
| Anni Kärävä  | Big Air     | 144,5         | 12            | 136,5         | 9             | 9    |
| Anni Kärävä  | Slopestyle  | 61,73         | 15            | ausgeschieden | ausgeschieden | 15   |
| Männer       |             |               |               |               |               |      |
| Simo Peltola | Big Air     | 72,00         | 29            | ausgeschieden | ausgeschieden | 29   |
| Simo Peltola | Slopestyle  | 35,01         | 27            | ausgeschieden | ausgeschieden | 27   |
| Jon Sallinen | Halfpipe    | 18,50         | 23            | ausgeschieden | ausgeschieden | 23   |

| Athleten       | Wettbewerbe | Qualifikation | Qualifikation | Qualifikation | Qualifikation | Finale        | Finale        | Finale        | Finale        | Finale        | Finale        | Rang |
| Athleten       | Wettbewerbe | Runde 1       | Runde 1       | Runde 2       | Runde 2       | Runde 1       | Runde 1       | Runde 2       | Runde 2       | Runde 3       | Runde 3       | Rang |
| Athleten       | Wettbewerbe | Punkte        | Rang          | Punkte        | Rang          | Punkte        | Rang          | Punkte        | Rang          | Punkte        | Rang          | Rang |
| -------------- | ----------- | ------------- | ------------- | ------------- | ------------- | ------------- | ------------- | ------------- | ------------- | ------------- | ------------- | ---- |
| Männer         |             |               |               |               |               |               |               |               |               |               |               |      |
| Olli Penttala  | Buckelpiste | 75,95         | 9             | –             | –             | 74,68         | 19            | ausgeschieden | ausgeschieden | ausgeschieden | ausgeschieden | 19   |
| Jimi Salonen   | Buckelpiste | 76,39         | 4             | –             | –             | DNF           | DNF           | ausgeschieden | ausgeschieden | ausgeschieden | ausgeschieden | 20   |
| Severi Vierelä | Buckelpiste | 69,66         | 25            | 69,16         | 18            | ausgeschieden | ausgeschieden | ausgeschieden | ausgeschieden | ausgeschieden | ausgeschieden | 28   |

### Nordische Kombination
| Athleten                                                | Wettbewerb                               | Skispringen | Skispringen | Skispringen | Langlauf    | Langlauf | Rang |
| Athleten                                                | Wettbewerb                               | Weite       | Punkte      | Rang        | Zeit        | Rang     | Rang |
| ------------------------------------------------------- | ---------------------------------------- | ----------- | ----------- | ----------- | ----------- | -------- | ---- |
| Männer                                                  |                                          |             |             |             |             |          |      |
| Ilkka Herola                                            | Gundersenwettkampf (Normalschanze/10 km) | 100,0 m     | 115,7       | 8           | 24:24,1 min | 4        | 8    |
| Ilkka Herola                                            | Gundersenwettkampf (Großschanze/10 km)   | 117,5 m     | 95,9        | 25          | 28:58,1 min | 16       | 16   |
| Eero Hirvonen                                           | Gundersenwettkampf (Normalschanze/10 km) | 93,0 m      | 104,1       | 19          | 25:06,3 min | 15       | 17   |
| Eero Hirvonen                                           | Gundersenwettkampf (Großschanze/10 km)   | 123,0 m     | 94,6        | 26          | 29:17,3 min | 20       | 20   |
| Arttu Mäkiaho                                           | Gundersenwettkampf (Normalschanze/10 km) | 95,5 m      | 95,1        | 27          | 25:14,3 min | 19       | 23   |
| Arttu Mäkiaho                                           | Gundersenwettkampf (Großschanze/10 km)   | 121,0 m     | 87,9        | 28          | 29:49,0     | 24       | 24   |
| Otto Niittykoski                                        | Gundersenwettkampf (Großschanze/10 km)   | 118,0 m     | 79,2        | 37          | 32:02,3 min | 37       | 37   |
| Perttu Reponen                                          | Gundersenwettkampf (Normalschanze/10 km) | 90,0 min    | 94,2        | 28          | 25:09,7 min | 18       | 22   |
| Ilkka Herola Arttu Mäkiaho Perttu Reponen Eero Hirvonen | Teamwettbewerb                           | 481,0 m     | 385,1       | 8           | 53:24,1 min | 8        | 8    |

### Ski Alpin
| Athleten         | Wettbewerbe  | 1. Lauf | 1. Lauf | 2. Lauf       | 2. Lauf       | Gesamt        | Gesamt        |
| Athleten         | Wettbewerbe  | Zeit    | Rang    | Zeit          | Rang          | Zeit          | Rang          |
| ---------------- | ------------ | ------- | ------- | ------------- | ------------- | ------------- | ------------- |
| Frauen           |              |         |         |               |               |               |               |
| Riikka Honkanen  | Slalom       | 56,33 s | 37      | 56,64 s       | 37            | 1:52,97 min   | 37            |
| Riikka Honkanen  | Riesenslalom | DNF     | DNF     | ausgeschieden | ausgeschieden | ausgeschieden | ausgeschieden |
| Rosa Pohjolainen | Slalom       | DNF     | DNF     | ausgeschieden | ausgeschieden | ausgeschieden | ausgeschieden |
| Erika Pykäläinen | Slalom       | DNF     | DNF     | ausgeschieden | ausgeschieden | ausgeschieden | ausgeschieden |
| Erika Pykäläinen | Riesenslalom | DNF     | DNF     | ausgeschieden | ausgeschieden | ausgeschieden | ausgeschieden |
| Männer           |              |         |         |               |               |               |               |
| Samu Torsti      | Riesenslalom | DNF     | DNF     | ausgeschieden | ausgeschieden | ausgeschieden | ausgeschieden |

### Skilanglauf
| Athleten                                                          | Wettbewerbe       | Zeit        | Rang   |
| ----------------------------------------------------------------- | ----------------- | ----------- | ------ |
| Frauen                                                            |                   |             |        |
| Anne Kyllönen                                                     | 10 km Klassisch   | 29:42,6 min | 16     |
| Anne Kyllönen                                                     | 15 km Skiathlon   | 48,10,0 min | 22     |
| Anne Kyllönen                                                     | 30 km Freier Stil | 1:31:41,0 h | 20     |
| Johanna Matintalo                                                 | 10 km Klassisch   | 29:31,2 min | 14     |
| Johanna Matintalo                                                 | 15 km Skiathlon   | 46:36,5 min | 12     |
| Johanna Matintalo                                                 | 30 km Freier Stil | 1:31:01,7 h | 23     |
| Kerttu Niskanen                                                   | 10 km Klassisch   | 28:06,7 min | Silber |
| Kerttu Niskanen                                                   | 15 km Skiathlon   | 44:49,8 min | 4      |
| Kerttu Niskanen                                                   | 30 km Freier Stil | 1:27:27,3 h | Bronze |
| Krista Pärmäkoski                                                 | 10 km Klassisch   | 28:37,8 min | Bronze |
| Krista Pärmäkoski                                                 | 15 km Skiathlon   | 45:12,1 min | 7      |
| Krista Pärmäkoski                                                 | 30 km Freier Stil | 1:28:35,0 h | 10     |
| Anne Kyllönen Johanna Matintalo Kerttu Niskanen Krista Pärmäkoski | 4 × 5-km-Staffel  | 54:02,2 min | 4      |
| Männer                                                            |                   |             |        |
| Ristomatti Hakola                                                 | 15 km Klassisch   | 40:49,6 min | 28     |
| Perttu Hyvärinen                                                  | 15 km Klassisch   | 39:00,2 min | 6      |
| Perttu Hyvärinen                                                  | 30 km Skiathlon   | 1:19:22,4 h | 7      |
| Perttu Hyvärinen                                                  | 50 km Freier Stil | 1:14:49,5 h | 19     |
| Remi Lindholm                                                     | 15 km Klassisch   | 41:40,0 min | 45     |
| Remi Lindholm                                                     | 30 km Skiathlon   | 1:21:49,4 h | 25     |
| Remi Lindholm                                                     | 50 km Freier Stil | 1:15:55,6 h | 28     |
| Iivo Niskanen                                                     | 15 km Klassisch   | 37:54,8 min | Gold   |
| Iivo Niskanen                                                     | 30 km Skiathlon   | 1:18:10,0 h | Bronze |
| Ristomatti Hakola Iivo Niskanen Perttu Hyvärinen Joni Mäki        | 4 × 10-km-Staffel | 1:59:28,6 h | 6      |

| Athleten                          | Wettbewerbe | Qualifikation | Qualifikation | Viertelfinale | Viertelfinale | Halbfinale    | Halbfinale    | Finale        | Finale        | Rang   |
| Athleten                          | Wettbewerbe | Zeit          | Rang          | Zeit          | Rang          | Zeit          | Rang          | Zeit          | Rang          | Rang   |
| --------------------------------- | ----------- | ------------- | ------------- | ------------- | ------------- | ------------- | ------------- | ------------- | ------------- | ------ |
| Frauen                            |             |               |               |               |               |               |               |               |               |        |
| Jasmi Joensuu                     | Sprint      | 3:21,05 min   | 18            | 3:49,9 min    | 6             | ausgeschieden | ausgeschieden | ausgeschieden | ausgeschieden | 27     |
| Jasmin Kähärä                     | Sprint      | 3:20,43 min   | 13            | 3:30,52 min   | 6             | ausgeschieden | ausgeschieden | ausgeschieden | ausgeschieden | 26     |
| Katri Lylynperä                   | Sprint      | 3:22,62 min   | 24            | 3:24,29 min   | 5             | ausgeschieden | ausgeschieden | ausgeschieden | ausgeschieden | 23     |
| Kerttu Niskanen Krista Pärmäkoski | Team-Sprint | —             | —             | —             | —             | 23:00,82 min  | 2             | 22:13,71 min  | 4             | 4      |
| Männer                            |             |               |               |               |               |               |               |               |               |        |
| Joni Mäki                         | Sprint      | 2:52,83 min   | 23            | 2:57,59 min   | 1             | 2:51,1 min    | 2             | 3:00,18 min   | 4             | 4      |
| Lauri Vuorinen                    | Sprint      | 2:50,91 min   | 11            | 2:54,64 min   | 3             | ausgeschieden | ausgeschieden | ausgeschieden | ausgeschieden | 14     |
| Iivo Niskanen Joni Mäki           | Team-Sprint | —             | —             | —             | —             | 20:17,81 min  | 3             | 19:25,45 min  | 2             | Silber |

### Skispringen
| Athleten         | Wettbewerb    | Qualifikation | Qualifikation | Qualifikation | 1. Durchgang | 1. Durchgang | 1. Durchgang | 2. Durchgang  | 2. Durchgang  | 2. Durchgang  | Gesamt | Gesamt |
| Athleten         | Wettbewerb    | Weite         | Punkte        | Rang          | Weite        | Punkte       | Rang         | Weite         | Punkte        | Rang          | Punkte | Rang   |
| ---------------- | ------------- | ------------- | ------------- | ------------- | ------------ | ------------ | ------------ | ------------- | ------------- | ------------- | ------ | ------ |
| Frauen           |               |               |               |               |              |              |              |               |               |               |        |        |
| Julia Kykkänen   | Normalschanze | —             | —             | —             | 82,5 m       | 72,6         | 25           | 75,0 m        | 67,5          | 26            | 140,1  | 27     |
| Jenny Rautionaho | Normalschanze | —             | —             | —             | 66,5 m       | 48,5         | 32           | ausgeschieden | ausgeschieden | ausgeschieden | 48,5   | 32     |
| Männer           |               |               |               |               |              |              |              |               |               |               |        |        |
| Antti Aalto      | Normalschanze | 98,5 m        | 105,0         | 8             | 101,5 m      | 130,5        | 10           | 99,5 m        | 125,6         | 9             | 256,1  | 12     |
| Antti Aalto      | Großschanze   | 126,5 m       | 123,0         | 7             | 131,0 m      | 124,3        | 24           | 134,0 m       | 132,9         | 13            | 257,2  | 17     |
| Niko Kytösaho    | Normalschanze | DNS           | DNS           | DNS           | DNS          | DNS          | DNS          | DNS           | DNS           | DNS           | DNS    | DNS    |

### Snowboard
| Athleten         | Wettbewerbe | Qualifikation | Qualifikation | Finale        | Finale        | Rang |
| Athleten         | Wettbewerbe | Punkte        | Rang          | Punkte        | Rang          | Rang |
| ---------------- | ----------- | ------------- | ------------- | ------------- | ------------- | ---- |
| Frauen           |             |               |               |               |               |      |
| Carola Niemelä   | Big Air     | 100,75        | 20            | ausgeschieden | ausgeschieden | 20   |
| Carola Niemelä   | Slopestyle  | 38,43         | 21            | ausgeschieden | ausgeschieden | 21   |
| Enni Rukajärvi   | Big Air     | 89,25         | 22            | ausgeschieden | ausgeschieden | 22   |
| Enni Rukajärvi   | Slopestyle  | 78,83         | 3             | 78,83         | 7             | 7    |
| Männer           |             |               |               |               |               |      |
| Kalle Järvilehto | Big Air     | 107,75        | 18            | ausgeschieden | ausgeschieden | 18   |
| Kalle Järvilehto | Slopestyle  | 28,73         | 28            | ausgeschieden | ausgeschieden | 28   |
| Rene Rinnekangas | Big Air     | 139,50        | 13            | ausgeschieden | ausgeschieden | 13   |
| Rene Rinnekangas | Slopestyle  | 67,10         | 13            | ausgeschieden | ausgeschieden | 13   |